# Gasthaus Paas

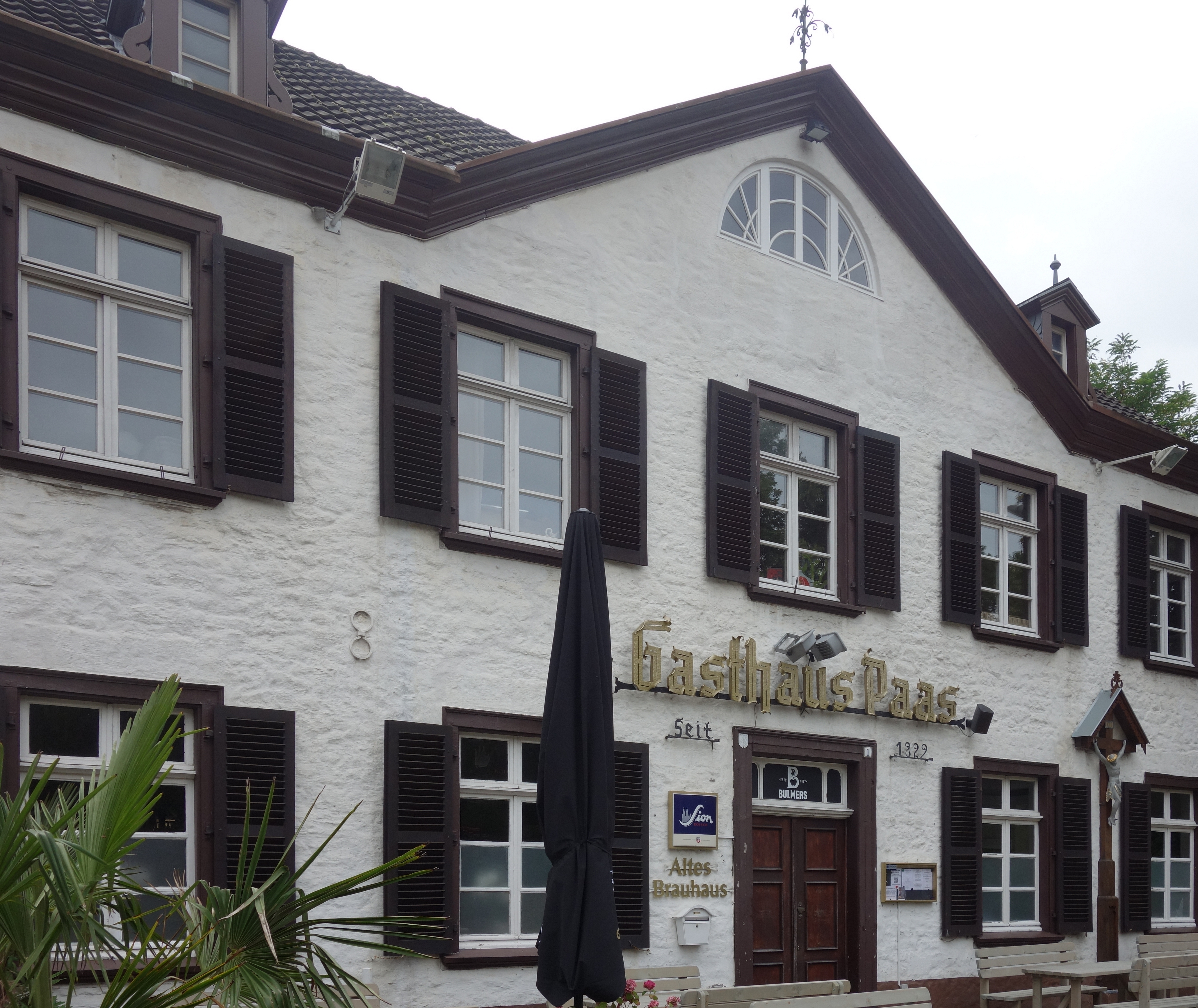
Gasthaus Paas (2021)

Das Gasthaus Paas befindet sich in der Maria-Zanders-Anlage nahe dem Konrad-Adenauer-Platz in der Stadtmitte von Bergisch Gladbach im Rheinisch-Bergischen Kreis. Als Wohnplatz war es unter dem ursprünglichen Namen Bergershaus (mundartlich Bergers Hüs’chen) bekannt.

## Geschichte
Das Gasthaus Paas wurde 1835 erbaut. Vorher befand sich an gleicher Stelle das so genannte Bergers Hüs’chen, welches der Gastwirt und Branntwein-Brenner Johann Wilhelm Paas (1801–1889) im Jahre 1829 mitsamt dem Wegekreuz von dem Bäcker und Kaufmann Heinrich Lange (1765–1833) erwarb und 1835 durch das heutige Gaststättengebäude ersetzte. Das Kruzifix wurde modernisiert und erhielt einen neuen Platz an der rechten Fassadenseite des Gasthauses.
1842 entstand rechts neben dem Eingang eine Postanstalt mit einem Postboten. Zusätzlich stellte der Gastwirt Paas Platz zur Verfügung, um die damaligen Postpferde zu versorgen. Mit drei Postillonen und sechs Pferden nahm somit das Postwesen in Bergisch Gladbach seinen Anfang. Zusätzlich begünstigt wurde der Postbetrieb dadurch, dass die Gaststätte an der Hauptverkehrsachse zwischen Mülheim und dem Bergischen lag und auch der Communalweg nach Bensberg dort vorbei führte.

### Geschichte des Wohnplatzes
Die Lage ist spätestens ab der Topographischen Aufnahme der Rheinlande von 1824 auf Messtischblättern regelmäßig ohne Namen verzeichnet. Als Wohnplatz der Bürgermeisterei Gladbach und der Pfarre Gladbach ist er unter dem Namen Bergershaus in den amtlichen preußischen Statistiken bis 1845 aufgeführt.
| Jahr | Einwohner | Wohn- gebäude | Kategorie                    |
| ---- | --------- | ------------- | ---------------------------- |
| 1822 | 3         |               | Kramladen                    |
| 1830 | 34        |               | Kramladen                    |
| 1845 | 16        | 1             | Kramladen und Gastwirtschaft |

## Beschreibung

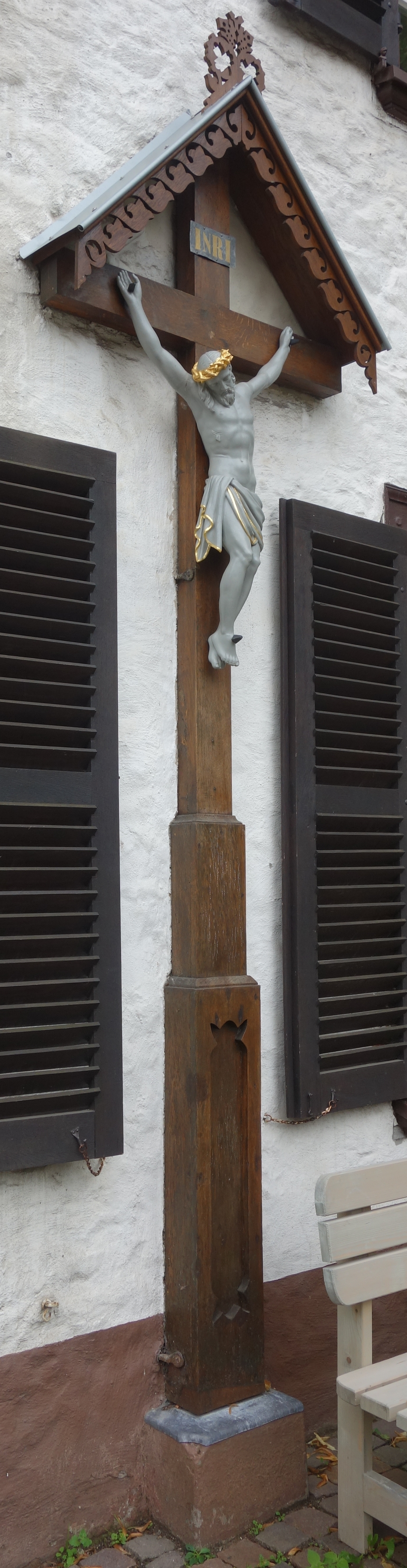
Wegekreuz

### Gaststättengebäude
Das aus Bruchsteinen errichtete Gebäude besitzt zwei Stockwerke auf rechteckigem Grundriss und ein Satteldach mit kleinen Gauben. Die fünfachsig gegliederte weiß geschlämmte Fassade ist mit einem breiten Zwerchgiebel versehen, in dessen Feld ein halbkreisförmiges Fenster eingelassen ist, das durch zwei Pfosten in drei Bahnen unterteilt ist. Diese Art von Fenstern werden auch Thermenfenster oder diokletianische Fenster genannt.
Die Fassade hat weitere neun Rechteckfenster mit Holzgewänden und Schlagläden, je zwei neben dem Eingang und fünf im Obergeschoss.

### Wegekreuz
Das heutige Wegekreuz, das vermutlich schon im 17. Jahrhundert einen barocken Vorgänger hatte, ist eines der ältesten in Bergisch Gladbach. Datiert wird es auf die erste Hälfte des 19. Jahrhunderts. Das ca. drei Meter hohe Holzkreuz besitzt einen gestuften Stamm mit einem aus Terrakotta gefertigten Christuskorpus nach spätgotischem Vorbild. Geschützt wird es durch eine Verdachung aus Zink. Am Dachfirst befindet sich eine Bekrönung mit herausgesägten dreilappigen Blattmotiven.
Inzwischen ist das Kreuz mit Spenden von Firmen, Vereinen und Einzelpersonen in Höhe von 12.000 € aufwändig restauriert worden. Die Spendenaktion wurde initiiert durch die rheinisch-bergische Abteilung des Bergischen Geschichtsvereins, streng nach den Vorgaben des Amtes für Denkmalpflege beim Landschaftsverband Rheinland.
Am 2. Dezember 2020 wurde der Korpus aufgehängt. Damit war die Restaurierung des Wegekreuzes abgeschlossen.

## Baudenkmal
Das Gebäude wurde am 18. Oktober 1983 unter der Nummer 52 in die Liste der Baudenkmäler in Bergisch Gladbach eingetragen.